# Грб Језера
Грб Језера је званични грб српске општине Језеро. Грб је усвојен 16. априла 2021. године на седници скупштине општине Језеро.
На основу спроведеног конкурса о избору идејног рјешења измјене симбола општине Језеро, Комисија за расписивање Јавног конкурса за израду идејног рјешења симбола општине Језеро и спровођење осталих активности везаних за измјену симбола, предложила је предлог грба који је послат на стручно мишљење од стране хералдичара Драгомира Ацовића, који је дао позитивно мишљење о измјени дотадашњих нехералдичких симбола општине Језеро. Након тога, није било препрека да и ова општина добије грб у хералдичком духу.

## Изглед грба
Грб општине представља благо зашиљени штит, подијељен резом витла на три поља.
- Горње лијево поље означено је црвеном тинктуром и садржи сребрни круг, испресјецан са четири хоризонталне црвене линије. Одозго ка доље: прва линија се прекида црвеним кругом на десној страни, друга линија прелази преко лијеве и десне ивице круга, трећа линија се прекида црвеном елипсом на лијевој страни, четврта линија прелази преко лијеве и десне ивице круга.
- Горње десно поље означено је модро-плавом тинктуром и садржи сребрни бедем, са три куле. Средња кула је лучно отворена пољем и надвишена пирамидалним сребрним кровом. Бочне куле са три мерлона су ниже од средње куле и имају по један правоугаони прозор отворен модро-плаво.
- Доње поље означено је зеленом тинктуром и садржи сребрну поточну пастрмку, представљену у искачућем положају. Испод ње двије сребрне таласасте греде, од којих је горња тања, а доња дебља.

Штит је крунисан озиданом каменом равном круном, са сребрним спојницама, украшен лентом са ћириличним и латиничним називом општине Језеро испод штита.

## Стари амблем
Симбол општине има необичајан изглед, боксерске рукавице са садржајним елементима, који одступају од хералдистичких правила и подсјећају на спортске амблеме.
Амблем Језера је у облику боксерске рукавице плаве боје са бијелим везником у којем је црвеним име општине: „Језеро“. У средини је стилизовано зеленим, облик брда Отомаљ са бијелим каменом при врху, доњи руб таласасто, а испод њега бијела поточна пастрмка. Горе десно косо српска тробојница. Раније је горе лијево био и грб Републике Српске, али се након промјене овог грба, исти изоставља. 
Боксерска рукавица приказана је у част породице Качар, која је дала два свјетска првака у боксу 80их година, као и друге успјешне спортисте. Таласаста линија представља ријеку Пливу.
Овај амблем био је у употреби све до усвајања грба општине Језеро 2021. године.